# Сингх, Бута
Бута Сингх (англ. Buta Singh; 21 марта 1934 — 2 января 2021) — индийский политический деятель. Был лидером партии Индийский национальный конгресс, министром внутренних дел страны, губернатором штата Бихар. Начиная с 1962 года восемь раз избирался в национальный парламент. Умер в возрасте восьмидесяти шести лет в Дели после года, проведённого в коме.
Изначально Сингх был коммунистом, но в шестидесятых присоединился к «Индийскому национальному конгрессу». В 1974 году премьер-министр Индира Ганди назначила его заместителем министра железных дорог. Он считался её доверенным лицом.
Настоящий взлёт его карьеры пришёлся на время работы с премьер-министром Радживом Ганди. В 1981 году он стал председателем организационного комитета Азиатских игр, первых крупных международных игр, которые прошли в Индии. При Радживе Ганди Сингх стал министром внутренних дел страны.
При премьер-министре Нарасимха Рао Бута Сингх занимал пост Министра по делам потребителей, продовольствия и общественного распределения Индии и занимал этот пост с 1995 по 1996 год.